# Tatiana Logunova
Pour les articles homonymes, voir Logounova.
Tatiana Logunova (en russe : Татьяна Юрьевна Логунова, Tatiana Iourievna Logounova) est une épéiste russe, née le 3 juillet 1980 à Moscou.

## Palmarès
- Jeux olympiques d'été
  -   médaille d'or par équipe aux Jeux olympiques 2004 à Athènes
  -  médaille d'or par équipe aux Jeux olympiques 2000 à Sydney

- Championnats du monde d'escrime :
  -  Médaille d'or par équipe aux Championnats du monde d'escrime 2003 à La Havane
  -  Médaille d'or par équipe aux Championnats du monde d'escrime 2001 à Nîmes
  -  Médaille d'argent par équipe aux Championnats du monde d'escrime 2007 à Saint-Pétersbourg
  -  Médaille de bronze individuel aux Championnats du monde d'escrime 2010 à Paris

- Championnats d'Europe d'escrime :
  -  Médaille d'or par équipe aux Championnats d'Europe d'escrime 2004 à Copenhague
  -  Médaille d'or individuel aux Championnats d'Europe d'escrime 2003 à Bourges
  -  Médaille d'or par équipe aux Championnats d'Europe d'escrime 2003 à Bourges
  -  Médaille d'or aux Championnats d'Europe d'escrime 2003 à Paris
  -  Médaille d'argent aux Championnats d'Europe d'escrime 2006 à Izmir
  -  Médaille d'argent par équipe aux Championnats d'Europe d'escrime 2004 à Copenhague
  -  Médaille d'argent par équipe aux Championnats d'Europe d'escrime 2001 à Coblence